# Corbulella corbula
Corbulella corbula är en mossdjursart som först beskrevs av Walter Douglas Hincks 1880.  Corbulella corbula ingår i släktet Corbulella och familjen Calloporidae. Inga underarter finns listade i Catalogue of Life.